# Asedio de Belgrado (1717)
El asedio de Belgrado concluyó con la conquista de la estratégica ciudad por las tropas austriacas del príncipe Eugenio de Saboya, que la arrebataron al Imperio otomano. El acontecimiento ocurrió durante la séptima guerra otomano-veneciana (1714-1718), apenas un año después de la victoria austríaca en la batalla de Petrovaradin (Peterwardein). Los austríacos derrotaron al ejército de socorro otomano al mando del gran visir Hacı Halil Bajá el 16 de agosto. Como consecuencia, la guarnición de Belgrado, privada de auxilio, se rindió a los sitiadores el 21 de agosto. El sultán otomano Ahmed III pidió la paz y los dos bandos acabaron firmando el Tratado de Passarowitz un año después, en virtud del cual los otomanos cedieron el resto de Hungría, el Banato y la ciudad de Belgrado a Austria.

## Antecedentes
Los austríacos se habían apoderado de Belgrado ya en el asedio de 1688, pero los otomanos la recuperaron dos años más tarde. El príncipe Eugenio resultó gravemente herido durante el primer asedio y en el segundo abogó firmemente por incluir una flotilla fluvial en el Danubio como parte esencial de las operaciones para adueñarse nuevamente de la ciudad. La misión de la flota era brindar ayuda y apoyo a las tropas de tierra del ejército imperial. Eugenio obtuvo el apoyo del emperador y los austríacos se apresuraron a contratar tripulaciones en los Países Bajos. Los aliados de Austria eran Rusia —que se limitó a mantener una prudente línea de defensa— y Polonia; ambas estaban todavía enfrascadas militarmente en la Gran guerra del Norte contra Suecia y su rey Carlos XII. Por su parte, los estados del Sacro Imperio Romano Germánico apenas aportaron una modesta contribución monetaria, si bien Baviera sí que se sumó a la campaña.
La campaña de Eugenio de 1716 había resultado victoriosa: había vencido a un ejército otomano mucho mayor que el suyo en la batalla de Petrovaradin y había expugnado Temeşvar; el siguiente objetivo principal era la conquista de la fortaleza de Belgrado. La ciudad estaba situada exactamente en la confluencia de los ríos Sava y Danubio y su fortaleza, sita junto a un brazo del Sava, sólo podían ser atacadas desde el sur. Sus murallas podían resistir las acometidas desde sureste y el noroeste, y era una plaza clave para el acceso a los Balcanes para los Habsburgo y a Europa Central para el Imperio otomano.

## Preludio
Eugenio zarpó de Viena en barco el 14 de mayo, rumbo a Buda, situada aguas abajo junto al Danubio. Allí inspeccionó las defensas durante unas horas al día siguiente y luego partió hacia Futak, cerca de Petrovaradin, adonde llegó el 21 de mayo y en donde le esperaba el grueso de sus tropas. Emprendió la marcha hacia el suroeste, en dirección a Belgrado, con unos setenta mil hombres, antes de que todo el ejército se hubiese reunido. A estos se sumaron unos cinco mil setecientos bávaros, las tropas austríacas destinadas en el Banato y voluntarios de la mitad de las casas reales de Europa, entre ellos una compañía de franceses acaudillada por el nieto del difunto Luis XIV (tanto el conde de Charolais como el príncipe de Dombes participaron en el asedio); en total, Eugenio contaba con unos cien mil soldados. Además, tenía la flotilla del Danubio, que constaba de unos cincuenta embarcaciones de varios tipos y diez buques de guerra armados con artillería ligera. Pretendía llegar a la ciudad y comenzar el asedio lo antes posible, antes de que las tropas otomanas pudieran reforzar la plaza. El mayor problema era que la fortaleza solamente podía ser atacada desde el sur y ello exigía cruzar primero el Danubio y el Sava. Eugenio eligió la ruta directa, cruzando el río Sava, aunque este lado era en el que la fortaleza tenía más recias defensas. Las tropas imperiales alcanzaron Pančevo, al este de Belgrado, el 15 de junio.

## Cerco

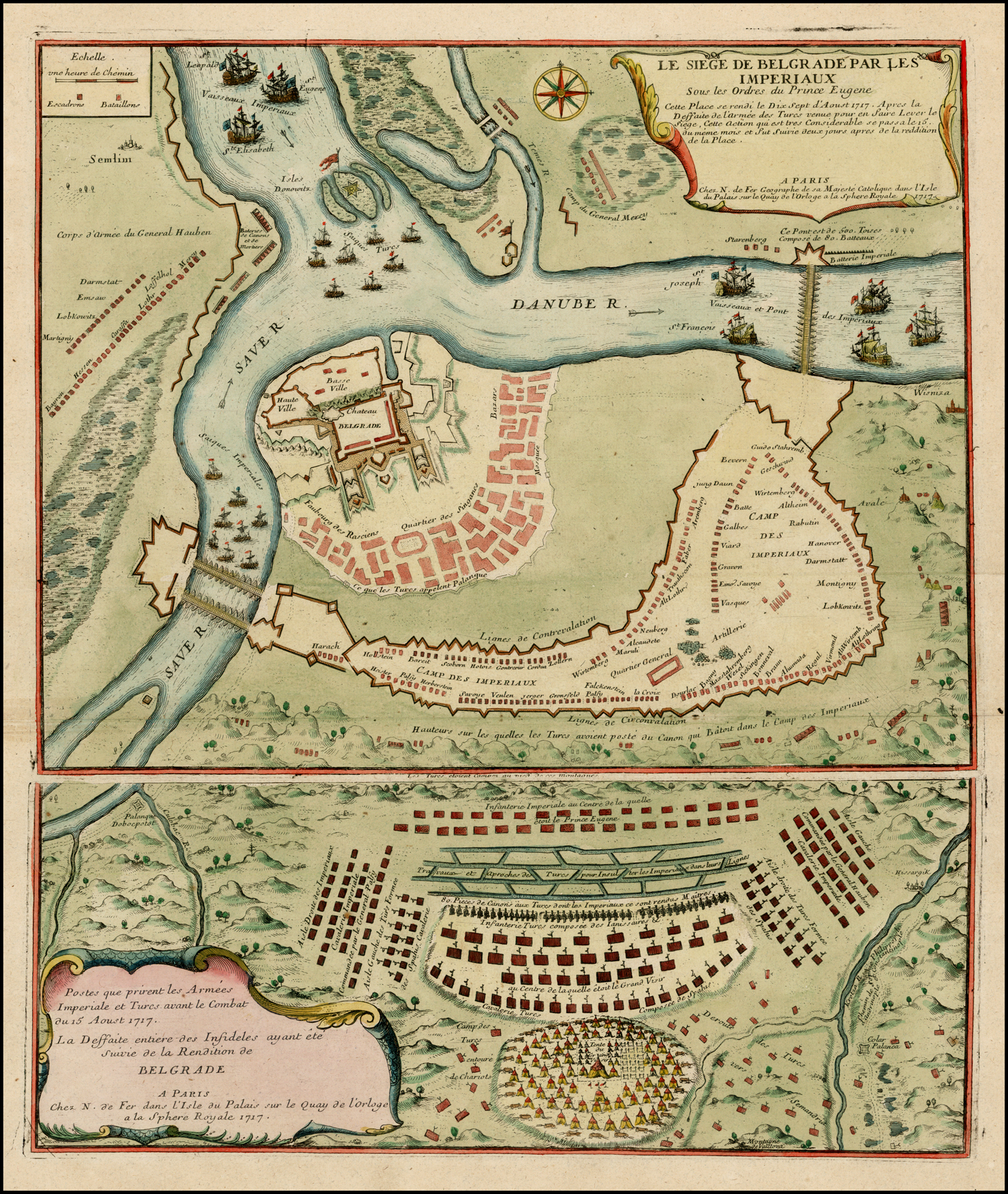
Mapa francés del asedio de Belgrado, que muestra la fortaleza y los alrededores, con las posiciones respectivas de los ejércitos austríaco y otomano.

Por consejo de uno de sus generales, Eugenio optó por cruzar el Danubio, acercándose a Belgrado por el este y la retaguardia enemiga; sorprendió así a los otomanos, que no esperaban que los austríacos se presentasen por ese lado. Estableció el primer campamento en Višnjica, un lugar elevado a unos cinco kilómetros de Belgrado. La ciudad fue cercada el 18 de junio. Eugenio desplegó su artillería mientras las tropas imperiales comenzaban a cavar trincheras en un doble semicírculo, desde el Danubio hasta el Sava: el interior debía servir para estrechar el cerco a la fortaleza y el exterior, para protegerse de posibles intentos enemigos de socorrer la plaza. Las líneas de fortificación tenían dieciséis kilómetros de largo y se completaron el 9 de julio, conectando los ríos Danubio y Sava. El lado derecho del campamento lo protegía la flotilla del Danubio. Además, se despachó al conde von Hauben para que estableciera una cabeza de puente al oeste del Sava, con el fin de asegurar el abastecimiento y las comunicaciones con Petrovaradin y mantener el contacto con las tropas apostadas en Zemun.
Belgrado la defendían treinta mil soldados a las órdenes de Serasker Mustafa Bajá, que antes había sido alcaide de la fortaleza de Temeşvar y era uno de los mejores jefes militares otomanos. Mustafa estaba dispuesto a resistir hasta que llegase el socorro y pretendía bombardear al enemigo desde la fortaleza, aprovechando su posición elevada. El príncipe Eugenio recibió la noticia de que efectivamente un enorme ejército otomano de unos ciento cuarenta mil hombres acudía a desbaratar el asedio, al mando del gran visir (Hacı) Halil Bajá. Este ejército llegó el 28 de julio. Sin embargo, en lugar de acometer a los sitiadores, comenzó a cavar trincheras. Las tropas del príncipe Eugenio quedaron así atrapadas entre la fortaleza y el ejército de socorro y sometidas a un peligroso fuego cruzado. El fuego de los cañones y la malaria diezmaron lentamente las filas del ejército austríaco. Los otomanos querían que el enemigo se agotara en un largo asedio. Si bien la situación era bastante preocupante para las tropas imperiales, el gran visir decidió esperar y no atacarlo. Cuarenta mil tártaros de Crimea llegaron el 12 de agosto, pero Halil Bajá seguía reacio a enfrentarse al ejército de Eugenio y decidió reunir otro consejo de guerra en lugar de atacar.
El 14 de agosto, una gran explosión sacudió Belgrado: un proyectil de mortero lanzado desde Zemun había alcanzado el depósito de municiones de la fortaleza y el estallido de estas mató a tres mil defensores. El príncipe Eugenio decidió al punto enfrentarse al enorme ejército de socorro otomano; convocó un consejo de guerra en el que se decidió acometer por sorpresa al ejército enemigo la noche del 15 al 16 de agosto y en el que se trazaron todos los detalles de la operación.

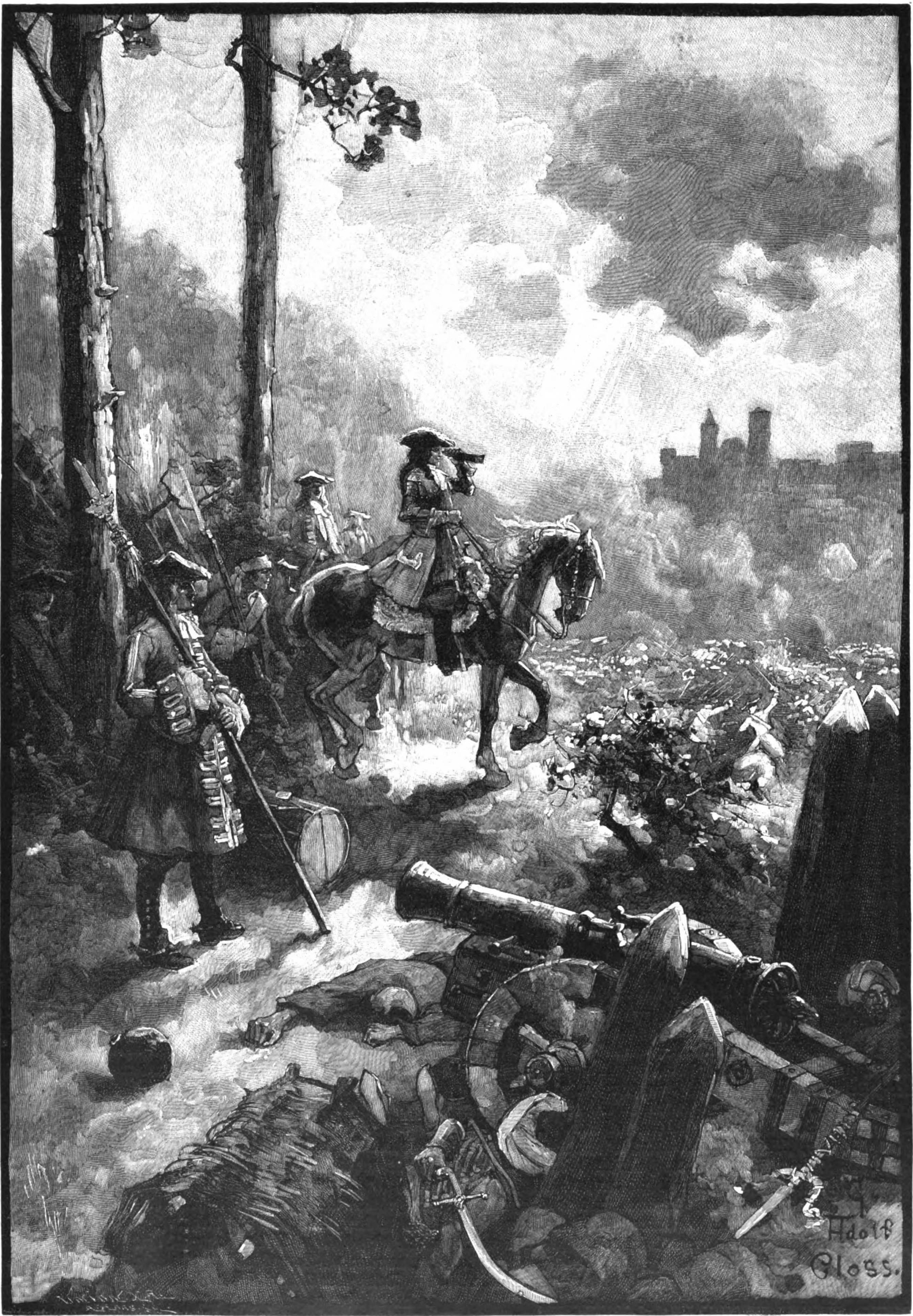
Eugenio de Saboya inspeccionando el campo de batalla el 16 de agosto de 1717

La disposición del ejército austríaco fue la siguiente: la infantería del mariscal de campo Carlos Alejandro, duque de Württemberg, protegía el centro, mientras que la caballería imperial del mariscal de campo húngaro conde János Pálffy hacía lo propio con los flancos. Aparte de los ocho batallones —unos diez mil hombres— al mando del mariscal de campo conde Jorge de Brown para proteger las trincheras del lado de la fortaleza y cuatro batallones de infantería al mando del conde Pedro José de Viard que defendían el campamento y la cabeza de puente, el resto del ejército participó en el ataque: un total de cincuenta y dos batallones de infantería, cincuenta y tres compañías de granaderos y ciento ochenta escuadrones de caballería, apoyados por sesenta cañones; unos sesenta mil soldados en conjunto.
El flanco derecho otomano constaba de diez mil soldados del condado al mando de Rumeli Beylerbeyi, así como veinte mil cipayos y silahdar con armaduras; el izquierdo, de diez mil soldados de la provincia con cuarenta mil jinetes de Crimea al mando del beylerbey Maktulzade Ali Bajá; por su parte, en el centro había ochenta mil jenízaros. En total, los otomanos tenían a su disposición unos ciento sesenta mil soldados.
El ataque comenzó según lo previsto antes de la medianoche del 15 de agosto; una espesa niebla cubría el campo de batalla; según el teniente general de infantería Maffei, la niebla era tan espesa que pronto se hizo imposible distinguir entre las tropas propias y las del enemigo. Württemberg hizo avanzar al centro auustríaco mientras el conde Pálffy hacía lo propio con la caballería en los flancos; la acometida nocturna sorprendió a los otomanos, sumidos en el pánico y la confusión; sin embargo, varios batallones de infantería otomana lograron acorralar a la caballería de Pálffy en el flanco derecho después de que esta se perdiera en la niebla y desbaratase el orden de batalla; la infantería otomana abrió fuego contra ella con el apoyo desde la izquierda de la caballería cipaya. El general conde Claude Florimond de Mercy con la segunda línea de caballería acudió inmediatamente en auxilio de Pálffy, seguido de la infantería del conde Maximilian Adam von Starhemberg, y el empuje de estos hizo que los otomanos retrocediesen hasta sus trincheras. Debido al embate simultáneo de la caballería y la infantería de los Habsburgo, los otomanos se retiraron abandonando sus baterías.
Después de las primeras horas de lucha, mientras salía el sol pero la intensa niebla aún cubría el campo de batalla, los otomanos percibieron una brecha en el centro del dispositivo enemigo, acometieron con ímpetu y se encontraron temporalmente con clara ventaja. Sin embargo, el príncipe Eugenio entendió que podía sacar provecho de la situación, ya que podía anticipar ahora el plan de batalla otomano; ordenó a la segunda línea de infantería de Von Braunschweig-Bevern que contraatacara y colocó a las tropas bávaras en el frente. Luego, dirigió personalmente un ataque al frente de las reservas de caballería austriaca. El príncipe resultó herido, pero sus coraceros y húsares arremetieron con gran fuerza contra los flancos de los jenízaros. Además, los extremos de la línea de los Habsburgo lograron finalmente restablecer el contacto con la ayuda de la infantería central. El asalto cambió por completo la situación: no solo hizo retroceder al enemigo, sino que permitió a los austríacos tomar las trincheras enemigas, lo que desordenó el campo otomano y precipitó la huida de muchos soldados. La batería otomana de dieciocho cañones en las colinas de Badjina fue capturada y las tropas restantes se retiraron al campamento, donde el gran visir ordenó una retirada general.
La batalla terminó tras diez horas de combates. Las pérdidas otomanas oscilaron entre los quince mil y veinte mil hombres, incluido el gobernador de Erzurum, Mehmet Bajá, el almirante en jefe Ibrahim Bajá y el gobernador de Rumeli, Vezir şatr Ali Bajá, cinco mil heridos, y todas las ciento sesenta y seis piezas de artillería. Los austriacos sufrieron menos de seis mil; Pálffy, Württemberg y el joven Mauricio de Sajonia resultaron heridos, y el príncipe Eugenio fue herido por decimotercera vez. El gran visir y los restos de su ejército escaparon primero a Semendria y luego a Niš. Fueron acosados por la infantería serbia, las milicias serbias, los haiduques y la caballería ligera de los Habsburgo formada por húsares húngaros. Los trofeos de guerra incluyeron casi doscientos cañones, ciento cincuenta banderas, nueve colas de caballo y el tesoro del ejército vencido. James Oglethorpe, un edecán del príncipe, informó que este hizo celebrar un Te Deum en la tienda del gran visir el 19 de agosto, tras tomar posesión de ella.
La guarnición, privada de socorro y con soldados a punto de sublevarse, se rindió cinco días después a los austriacos, el 21 de agosto, a cambio de un salvoconducto para salir de la ciudad, que Eugenio concedió. Se otorgó a veinticinco mil residentes el derecho a salir libremente de la ciudad de manera honorable. Toda la población musulmana, junto con las restantes tropas de la guarnición otomana, salieron ilesas, llevándose consigo lo básico.

## Consecuencias
Belgrado volvió a los Habsburgo austriacos tras ciento noventa y seis años de dominio otomano; la conquista supuso una gran victoria para el príncipe Eugenio y un grave descalabro para la autoridad otomana en los Balcanes. La Paz de Passarowitz se firmó al año siguiente y completó lo dispuesto en el Tratado de Karlowitz de 1699. Austria obtuvo a expensas del Imperio otomano el Banato de Temesvár, que volvió al reino de Hungría, Belgrado, el norte de Serbia, la Valaquia Menor (Oltenia) y otras zonas aledañas. Así alcanzó su máxima expansión en los Balcanes. El príncipe Eugenio de Saboya coronó su carrera como el jefe militar más exitoso de su tiempo y se retiró del servicio militar activo. La derrota marcó el fin de la expansión otomana en Europa y el imperio pasó a la defensiva y a intentar conservar simplemente el territorio balcánico que le quedaba. Belgrado siguió en poder de Austria durante más de veinte años, hasta que nuevas rivalidades entre los otomanos y los Habsburgo desencadenaron una nueva serie de costosas y largas contiendas entre ambos.